# 佳華百貨控股
佳華百貨控股有限公司，簡稱佳華百貨控股（英語：Jiahua Stores Holdings Limited，港交所：0602），於1995年由主席及首席執行官莊陸坤創立，名為「深圳市百佳華實業發展有限公司」。
業務在國內經營各地區连锁商场，總部位於深圳市宝安区新湖路佳华名苑4-5楼，以及香港九龍尖沙咀廣東道5號海港城海洋中心7樓715室。
該股份在2007年5月21日於港交所主板上市，招股價為1.04港元，配售股份為2.5億股，集資額為2.6億港元。

## 連結
- SZBJH.com （页面存档备份，存于）